# Christian von Stetten

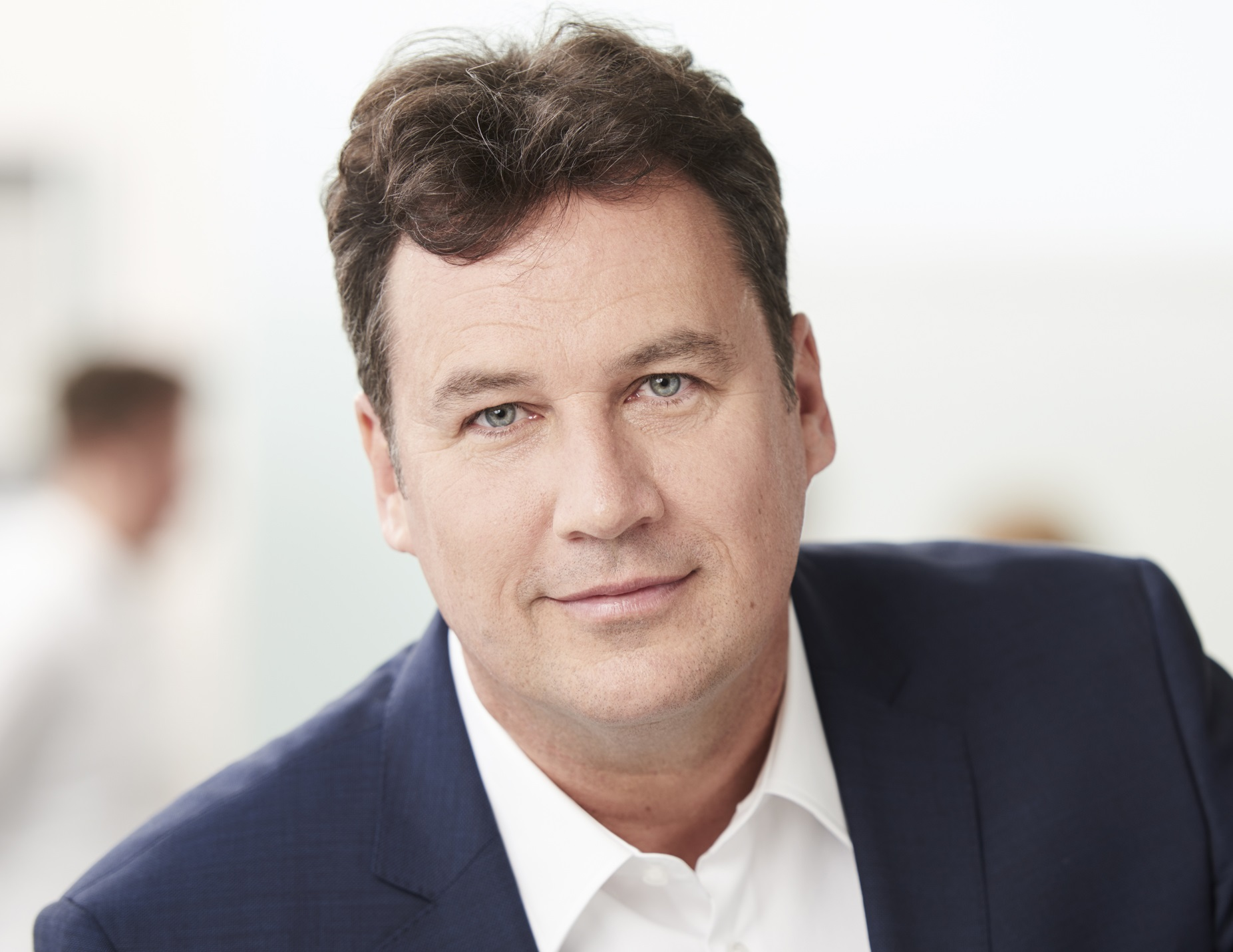
Christian von Stetten (2017)

Christian Alexander Freiherr von Stetten (* 24. Juli 1970 in Stuttgart) ist ein deutscher Unternehmer, Politiker (CDU) und seit 2002 Mitglied des Deutschen Bundestages.

## Leben und Beruf
Christian Alexander von Stetten wurde als ältestes von drei Kindern von Wolfgang Freiherr von Stetten und Silvia Freifrau von Stetten in Stuttgart geboren. Seine Familie entstammt dem fränkischen Adelsgeschlecht Stetten.
Durch seine schweizerische Mutter Silvia erhielt von Stetten von Geburt an auch die Schweizer Staatsbürgerschaft mit dem Bürgerort Wildhaus SG.
Seit seiner Geburt wohnt er auf Schloss Stetten, einer über dem Kocher gelegenen Höhenburg in der Kreisstadt Künzelsau. Er ist Eigentümer des Barockschlosses von Schloss Stetten und weiteren Landbesitzes.
Nach dem Abitur am Wirtschaftsgymnasium in Öhringen leistete er Wehrdienst und absolvierte dann ein Studium der Betriebswirtschaftslehre an der Universität Mannheim und der Fachhochschule Heilbronn, welches er als Diplom-Betriebswirt (FH) mit den Schwerpunkten Marketing, Personal und E-Commerce abschloss. Bereits während seines Studiums machte er sich 1994 in Künzelsau selbständig und gründete 1996 die Unternehmen Stetten Bau und Technologie Holding Christian Stetten.
Weitere Gesellschaften gründete er 1997 und 1999, er ist außerdem Vorstandsvorsitzender und Mehrheitsaktionär der 2001 gegründeten Schloss Stetten Holding.
Von Stetten ist seit 2014 mit Natalie Pfeiffer verheiratet und hat zwei Kinder.

## Partei

### Junge Union
Von Stetten trat 1986 in die Junge Union Hohenlohe ein. Von 1990 bis 1999 führte er als ehrenamtlicher Kreisvorsitzender die CDU-Nachwuchsorganisation im Hohenlohekreis. Von 1994 bis 2002 gehörte er auch dem JU-Landesvorstand Baden-Württemberg und von 1998 und 1999 dem Deutschlandrat des JU-Bundesverbandes an. Bis zu seiner Nominierung zum CDU-Kandidaten für den Bundestagswahlkreis Schwäbisch Hall-Hohenlohe führte er von 1999 bis 2002 als ehrenamtlicher Bezirksvorsitzender den JU-Bezirksverband Nordwürttemberg.

### CDU
Von Stetten trat 1988 in die CDU Hohenlohekreis ein. Seit 1989 übt er innerhalb der CDU verschiedene ehrenamtliche Vorstands- und Delegiertenmandate auf Kreis-, Bezirks-, Landes- und Bundesebene aus. In den Vereinigungen der CDU Deutschlands engagierte er sich von 2003 bis 2008 als ehrenamtlicher Landesvorsitzender der Mittelstands- und Wirtschaftsunion Baden-Württemberg und wechselte nach Unstimmigkeiten 2009 als Präsidiumsmitglied des MIT-Bundesverbandes in den Bundesvorstand der CDU-Wirtschaftsorganisation. Derzeit ist er Vorsitzender des Parlamentskreises Mittelstand (PKM) der CDU/CSU-Bundestagsfraktion. Seit 2005 ist er außerdem Mitglied im Bundesvorstand der Kommunalpolitischen Vereinigung der CDU. Von Stetten engagierte sich zeitweise im konservativen Berliner Kreis.
Von 1996 bis 2001 war er Zweitkandidat des Hohenloher Landtagsabgeordneten Karl Hehn und von 1999 bis 2004 Zweitkandidat des Europaabgeordneten Rainer Wieland.
2001 nominierten die Mitglieder der CDU-Kreisverbände Schwäbisch Hall und Hohenlohe von Stetten zu ihrem Kandidaten für die Bundestagswahl am 22. September 2002. Er folgte damit seinem Vater Wolfgang von Stetten. Bei den Nominierungsversammlungen 2005 und 2008 für die Bundestagswahlen am 18. September 2005 und 27. September 2009 trat kein Gegenkandidat gegen ihn an.

## Abgeordneter

### Kommunalpolitik
Bereits mit 18 Jahren kandidierte er für den Ortschaftsrat seines Wohnortes Künzelsau-Kocherstetten und gehörte dem Gremium zehn Jahre von 1989 bis 1999 an. Seit 1994 ist er Mitglied im Gemeinderat der Kreisstadt Künzelsau und vertritt seit 1994 die Bürger von Künzelsau auch im Kreistag des Hohenlohekreises. Bei den baden-württembergischen Kommunalwahlen 1999, 2004, 2009, 2014 und 2019 ist von Stetten in seinen beiden Ämtern bestätigt worden. Im Deutschen Bundestag ist er Mitglied in der Arbeitsgruppe Kommunalpolitik der CDU/CSU-Bundestagsfraktion und seit 2005 Mitglied im Bundesvorstand der Kommunalpolitischen Vereinigung der CDU Deutschlands.

### Bundespolitik
Seit 2002 ist er Mitglied des Deutschen Bundestages und direkt gewählter Abgeordneter des Wahlkreises Schwäbisch Hall-Hohenlohe. Er gehört dem Vorstand der CDU/CSU-Bundestagsfraktion an, ist mittelstandspolitischer Sprecher der Fraktion und Vorsitzender des Parlamentskreis Mittelstand der CDU/CSU-Bundestagsfraktion. Er ist Vorsitzender der Finanzkommission der CDU/CSU-Bundestagsfraktion und ist Mitglied im Finanzausschuss des Deutschen Bundestages sowie stellvertretendes Mitglied im Ausschuss für Wirtschaft und Energie und im Ausschuss für Wahlprüfung, Immunität und Geschäftsordnung.
Von Stetten ist jeweils als direkt gewählter Abgeordneter des Wahlkreises Schwäbisch Hall-Hohenlohe in den Bundestag eingezogen. Bei der Bundestagswahl 2005 erreichte er 46,5 Prozent der Stimmen, bei der Bundestagswahl 2009 43,3 Prozent, bei der Bundestagswahl 2013 52,3 Prozent, bei der Bundestagswahl 2017 40,5 Prozent. Bei der Bundestagswahl 2021 erreichte er mit einem Erststimmenergebnis von 32,1 Prozent das Direktmandat.
Von Stetten bot 2004 als erster Bundestagsabgeordneter einen Ausbildungsplatz in einem Abgeordnetenbüro in Berlin an. 2012 ermöglichte er dem Rapper Bushido ein aufmerksamkeitswirksames Praktikum in seinem Büro, das 2013 zum Gegenstand kritischer Berichterstattung wurde, als bekannt wurde, dass Bushido seinerzeit unter der Kontrolle des Abou-Chaker-Clans stand.

## Mitgliedschaften und weitere Ämter
Von Stetten war bis 2019 Mitglied der Europa-Union Parlamentariergruppe Deutscher Bundestag. Er ist Mitglied des VfB-Stuttgart-Fanclubs im Bundestag. 2021 meldete er seine Mitgliedschaft im Wirtschaftsrat der CDU gegenüber der Bundestagsverwaltung, nachdem eine Studie von Lobbycontrol für Kritik an dessen Lobbyismus-Aktivitäten zur Klimapolitik gesorgt hatte. Von Stetten ist außerdem Mitglied in folgenden Organisationen:
- Stiftungsrat der Friedrich Kriwan-Stiftung[14]
- Stiftungsrat der Anne-Schmidt-Brücken-Stiftung[14]
- Stiftungsrat der Stiftung des Hohenlohekreises und der Stadt Künzelsau zur Förderung der Reinhold-Würth-Hochschule in Künzelsau[28]
- Vorsitzender des Ritterrates der Wolfgang von Stetten Stiftung[3]
- Vorsitzender des Fördervereins ESA-Astronaut Alexander Gerst Sternwarte[29]
- Vorsitzender der Bürgerinitiative Wir bauen die neue Kochertalbahn[30]
- Vorsitzender der Künzelsauer Burgfestspiele Schloß Stetten[31]
- Vorsitzender des Bürgerverein Berlin-Hohenlohe[32]
- Vorsitzender des Extrem-Sportclub Hohenlohe[14]
- Vorsitzender des Verein zur Förderung der Arbeit des Parlamentskreises Mittelstand[33]
- Mitglied im Kuratorium der VfB-Stiftung Brustring der Herzen[34]
- Mitglied des Parlamentarischen Beirates des Bundesverband Deutscher Stiftungen[14]
- Mitglied im Präsidium des Wirtschaftsrates der CDU[35]

Von Stetten ist ehrenamtlicher Honorargeneralkonsul der Republik Malediven in Deutschland.